# Scopula comes
Scopula comes är en fjärilsart som beskrevs av Louis Beethoven Prout 1927. Scopula comes ingår i släktet Scopula och familjen mätare. Inga underarter finns listade.